# Jim Aparo
James Nicholas Aparo dit Jim Aparo, né le 24 août 1932 à New Britain au Connecticut et mort le 19 juillet 2005 à Southington dans le même état américain, est un dessinateur américain de bande dessinée.

## Biographie
Jim Aparo naît le 24 août 1932. Après avoir dessiné pendant quelques années des publicités et des comic strips, il est engagé par Charlton Comics où il travaille sur diverses séries, dont quelques histoires de super-héros et Le fantôme. À la fin des années 1960, il est remarqué par Dick Giordano qui l'engage pour DC Comics. Il dessine pour l'éditeur les aventures de plusieurs personnages dont Aquaman et le Phantom Stranger. Dans les années 1970, il prend en main le Spectre avec Michael Fleisher. Il travaille ensuite sur des séries mettant en scène Batman telles que The Brave and the Bold jusque dans les années 1980, Batman and the Outsiders, Batman et Detective Comics. Il meurt le 19 juillet 2005.
Début 2019, le jury des prix Eisner annonce son inscription au temple de la renommée Will Eisner à titre posthume lors de la cérémonie de remise des prix prévue le 19 juillet 2019 au Comic-Con de San Diego.

## Récompense
- 1973 : Prix Shazam du meilleur récit court pour « The Demon Within », dans House of Mystery n°201 (avec John Albano)
- 2019 : Inscrit au temple de la renommée Will Eisner, pour l'ensemble de son œuvre (à titre posthume)